# Kalkhamb, Sedam
Kalkhamb là một làng thuộc tehsil Sedam, huyện Gulbarga, bang Karnataka, Ấn Độ.